# Aerangis jacksonii
Aerangis jacksonii är en orkidéart som beskrevs av Joyce Stewart. 
Aerangis jacksonii ingår i släktet Aerangis och familjen orkidéer. Artens utbredningsområde är Uganda. Inga underarter finns listade i Catalogue of Life.